# Cyanopterus rubiginator
Cyanopterus rubiginator är en stekelart som först beskrevs av Carl Peter Thunberg 1789.  Cyanopterus rubiginator ingår i släktet Cyanopterus och familjen bracksteklar. Inga underarter finns listade i Catalogue of Life.